# Grand Prix Hassan II
Grand Prix Hassan II — міжнародний щорічний чоловічий професійний тенісний турнір. Заснований 1984 року, відбувався Касабланці, Марокко до 2015 року, з 2016 року проводиться в Марракеші, матчі проводяться на відкритих ґрунтових кортах. Станом на 2024 рік це єдиний турнір Туру ATP в Африці.

## Фінали

### Легенда
| Тур ATP 250 |
| Челенджер   |

### Одиночний розряд
| Рік        | Місто     | Чемпіон                                              | Фіналіст                                             | Рахунок                                              |
| Марракеш   |           |                                                      |                                                      |                                                      |
| ---------- | --------- | ---------------------------------------------------- | ---------------------------------------------------- | ---------------------------------------------------- |
| Марракеш   | 2025      | Лук'яно Дардері                                      | Таллон Ґрікспор                                      | 7–6(7–3), 7–6(7–4)                                   |
| Марракеш   | 2024      | Маттео Берреттіні                                    | Роберто Карбальєс Баена                              | 7–5, 6–2                                             |
| Марракеш   | 2023      | Роберто Карбальєс Баена                              | Александр Мюллер                                     | 4–6, 7–6(7–3), 6–2                                   |
| Марракеш   | 2022      | Давід Ґоффен                                         | Алекс Молчан                                         | 3–6, 6–3, 6–3                                        |
| Марракеш   | 2021–2020 | Не проводився через Пандемію коронавірусної хвороби. | Не проводився через Пандемію коронавірусної хвороби. | Не проводився через Пандемію коронавірусної хвороби. |
| Марракеш   | 2019      | Бенуа Пер                                            | Пабло Андухар                                        | 6–2, 6–3                                             |
| Марракеш   | 2018      | Пабло Андухар                                        | Кайл Едмунд                                          | 6–2, 6–2                                             |
| Марракеш   | 2017      | Борна Чорич                                          | Філіпп Кольшрайбер                                   | 5–7, 7–6(7–3), 7–5                                   |
| Марракеш   | 2016      | Федеріко Дельбоніс                                   | Борна Чорич                                          | 6–2, 6–4                                             |
| Касабланка | 2015      | Мартін Кліжан                                        | Даніель Хімено-Травер                                | 6–2, 6–2                                             |
| Касабланка | 2014      | Гільєрмо Гарсія-Лопес                                | Марсель Гранольєрс                                   | 5–7, 6–4, 6–3                                        |
| Касабланка | 2013      | Томмі Робредо                                        | Кевін Андерсон                                       | 7–6(8–6), 4–6, 6–3                                   |
| Касабланка | 2012      | Пабло Андухар                                        | Альберт Рамос                                        | 6–1, 7–6(7–5)                                        |
| Касабланка | 2011      | Пабло Андухар                                        | Потіто Стараче                                       | 6–1, 6–2                                             |
| Касабланка | 2010      | Стен Вавринка                                        | Віктор Генеску                                       | 6–2, 6–3                                             |
| Касабланка | 2009      | Хуан Карлос Ферреро                                  | Флоран Серра                                         | 6–4, 7–5                                             |
| Касабланка | 2008      | Жиль Сімон                                           | Жульєн Беннето                                       | 7–5, 6–2                                             |
| Касабланка | 2007      | Поль-Анрі Матьє                                      | Альберт Монтаньєс                                    | 6–1, 6–1                                             |
| Касабланка | 2006      | Даніеле Браччалі                                     | Ніколас Массу                                        | 6–1, 6–4                                             |
| Касабланка | 2005      | Маріано Пуерта                                       | Хуан Монако                                          | 6–4, 6–1                                             |
| Касабланка | 2004      | Сантьяго Вентура Бертомеу                            | Домінік Хрбати                                       | 6–3, 1–6, 6–4                                        |
| Касабланка | 2003      | Жюльєн Бутте                                         | Юнес Ель-Айнауї                                      | 6–2, 2–6, 6–1                                        |
| Касабланка | 2002      | Юнес Ель-Айнауї                                      | Гільєрмо Каньяс                                      | 3–6, 6–3, 6–2                                        |
| Касабланка | 2001      | Гільєрмо Каньяс                                      | Томмі Робредо                                        | 7–5, 6–2                                             |
| Касабланка | 2000      | Фернандо Вісенте                                     | Себастьян Грожан                                     | 6–4, 4–6, 7–6                                        |
| Касабланка | 1999      | Альберто Мартін                                      | Фернандо Вісенте                                     | 6–3, 6–4                                             |
| Касабланка | 1998      | Андреа Гауденці                                      | Алекс Калатрава                                      | 6–4, 5–7, 6–4                                        |
| Касабланка | 1997      | Хішам Аразі                                          | Франко Скілларі                                      | 3–6, 6–1, 6–2                                        |
| Касабланка | 1996      | Томас Карбонелл                                      | Гільберт Шаллер                                      | 7–5, 1–6, 6–2                                        |
| Касабланка | 1995      | Гільберт Шаллер                                      | Альберт Коста                                        | 6–4, 6–2                                             |
| Касабланка | 1994      | Ренцо Фурлан                                         | Карім Аламі                                          | 6–2, 6–2                                             |
| Касабланка | 1993      | Гільєрмо Перес Рольдан                               | Юнес Ель-Айнауї                                      | 6–4, 6–3                                             |
| Касабланка | 1992      | Гільєрмо Перес Рольдан                               | Херман Лопес                                         | 2–6, 7–5, 6–3                                        |
| Касабланка | 1991      | Не проводився                                        | Не проводився                                        | Не проводився                                        |
| Касабланка | 1990      | Томас Мустер                                         | Гільєрмо Перес Рольдан                               | 6–1, 6–7, 6–2                                        |
| Касабланка | 1989      | Андрес Висанд                                        | Марк Куверманс                                       | 3-6, 7–6, 6–0                                        |
| Касабланка | 1988      | Франко Давін                                         | Хорді Арресе                                         | 6–3, 2-6, 6–4                                        |
| Касабланка | 1987      | Тарік Бонабіль                                       | Франсіско Юніс                                       | 6-2, 7-5                                             |
| Касабланка | 1986      | Девід де Мігель                                      | Тьєррі Шампйон                                       | 6–2, 6–3                                             |
| Касабланка | 1985      | Роналд Ейдженор                                      | Ріккі Остертун                                       | 2-6, 6-3, 6-4                                        |
| Касабланка | 1984      | Ганс Гільдемайстер                                   | Блейн Вілленборг                                     | 6–7, 6–2, 6-1                                        |

### Парний розряд
| Рік        | Місто     | Чемпіон                                              | Фіналіст                                             | Рахунок                                              |
| Марракеш   |           |                                                      |                                                      |                                                      |
| ---------- | --------- | ---------------------------------------------------- | ---------------------------------------------------- | ---------------------------------------------------- |
| Марракеш   | 2025      | Петр Ноуза Патрік Рікль                              | Юго Нис Едуар Роже-Васслен                           |                                                      |
| Марракеш   | 2024      | Гаррі Геліоваара Генрі Паттен                        | Александер Ерлер Лукас Мідлер                        | 3–6, 6–4, [10–4]                                     |
| Марракеш   | 2023      | Марсело Демолінер Андреа Вавассорі                   | Александер Ерлер Лукас Мідлер                        | 6–4, 3–6, [12–10]                                    |
| Марракеш   | 2022      | Рафаель Матос Давід Веґа Ернандес                    | Андреа Вавассорі Ян Зелінський                       | 6–1, 7–5                                             |
| Марракеш   | 2021-2020 | Не проводився через Пандемію коронавірусної хвороби. | Не проводився через Пандемію коронавірусної хвороби. | Не проводився через Пандемію коронавірусної хвороби. |
| Марракеш   | 2019      | Юрген Мельцер Франко Шкугор                          | Матве Мідделкоп Фредерік Нільсен                     | 6–4, 7–6(8–6)                                        |
| Марракеш   | 2018      | Нікола Мектич Александер Пея                         | Бенуа Пер Едуар Роже-Васслен                         | 7–5, 3–6, [10–7]                                     |
| Марракеш   | 2017      | Домінік Інглот Мате Павич                            | Марсель Гранольєрс Марк Лопес Таррес                 | 6–4, 2–6, [11–9]                                     |
| Марракеш   | 2016      | Гільєрмо Дюран Максімо Гонсалес                      | Марін Драганя Айсам-уль-Хак Куреші                   | 6–2, 3–6, [10–6]                                     |
| Касабланка | 2015      | Раміз Джунейд Аділ Шамасдін                          | Роган Бопанна Флорін Мерджа                          | 3–6, 6–2, [10–7]                                     |
| Касабланка | 2014      | Жан-Жульєн Роєр Горія Текеу                          | Томаш Беднарек Лукаш Длоуги                          | 6–2, 6–2                                             |
| Касабланка | 2013      | Юліан Ноул Філіп Полашек                             | Дастін Браун Крістофер Кас                           | 6–3, 6–2                                             |
| Касабланка | 2012      | Дастін Браун Пол Генлі                               | Даніеле Браччалі Фабіо Фоніні                        | 7–5, 6–3                                             |
| Касабланка | 2011      | Роберт Ліндстедт Горія Текеу                         | Колін Флемінг Ігор Зеленай                           | 6–2, 6–1                                             |
| Касабланка | 2010      | Роберт Ліндстедт Горія Текеу                         | Роган Бопанна Айсам-уль-Хак Куреші                   | 6–2, 3–6, [10–7]                                     |
| Касабланка | 2009      | Лукаш Кубот Олівер Марах                             | Сімон Аспелін Пол Генлі                              | 7–6 (7–4), 3–6, [10–6]                               |
| Касабланка | 2008      | Альберт Монтаньєс Сантьяго Вентура Бертомеу          | Джеймс Серретані Тодд Перрі                          | 6–1, 6–2                                             |
| Касабланка | 2007      | Джордан Керр Давід Шкох                              | Лукаш Кубот Олівер Марах                             | 7–6, 1–6, [10–4]                                     |
| Касабланка | 2006      | Юліан Ноул Юрген Мельцер                             | Міхаель Кольманн Александер Васке                    | 6–3, 6–4                                             |
| Касабланка | 2005      | Франтішек Чермак Леош Фридль                         | Мартін Гарсія Луїс Орна                              | 6–4, 6–3                                             |
| Касабланка | 2004      | Енцо Артоні Фернандо Вісенте                         | Їв Аллегро Міхаель Кольманн                          | 3–6, 6–0, 6–4                                        |
| Касабланка | 2003      | Франтішек Чермак Леош Фридль                         | Девін Бовен Ешлі Фішер                               | 6–3, 7–5                                             |
| Касабланка | 2002      | Стівен Гасс Майлз Вейкфілд                           | Мартін Гарсія Луїс Лобо                              | 6–4, 6–2                                             |
| Касабланка | 2001      | Майкл Гілл Джефф Таранго                             | Пабло Альбано Девід Макферсон                        | 7–6, 6–3                                             |
| Касабланка | 2000      | Арно Клеман Себастьян Грожан                         | Ларс Бургсмюллер Ендрю Пейнтер                       | 7–6, 6–4                                             |
| Касабланка | 1999      | Фернандо Мелігені Жайме Онсінс                       | Массімо Ардінгі Вінченцо Сантопадре                  | 6–2, 6–3                                             |
| Касабланка | 1998      | Андреа Гауденці Дієго Наргісо                        | Крістіан Бранді Філіппо Мессорі                      | 6–4, 7–6                                             |
| Касабланка | 1997      | Жоао Кунья е Сілва Нуно Маркес                       | Карім Аламі Хішам Аразі                              | 7–6, 6–2                                             |
| Касабланка | 1996      | Їржі Новак (тенісист) Давід Рікл                     | Томас Карбонелл Франсіско Ройг                       | 7–6, 6–3                                             |
| Касабланка | 1995      | Томас Карбонелл Франсіско Ройг                       | Емануел Коуту Жоао Кунья е Сілва                     | 6–4, 6–1                                             |
| Касабланка | 1994      | Девід Адамс Менно Остінг                             | Крістіан Бранді Федеріко Мордеган                    | 6–3, 6–4                                             |
| Касабланка | 1993      | Майк Бауер Піт Норвал                                | Гірт Дзелде Горан Прпич                              | 7–5, 7–6                                             |
| Касабланка | 1992      | Орасіо де ла Пенья Хорхе Лосано                      | Гірт Дзелде Т. Дж. Міддлтон                          | 2–6, 6–4, 7–6                                        |
| Касабланка | 1991      | Не проводився                                        | Не проводився                                        | Не проводився                                        |
| Касабланка | 1990      | Тодд Вудбрідж Саймон Юл                              | Паул Гаргейс Марк Куверманс                          | 6–3, 6–1                                             |
| Касабланка | 1989      | Ярослав Булант Ріхард Вогел                          | Лібор Пімек Флорін Сегирчяну                         | 6–1, 6–3                                             |
| Касабланка | 1988      | Йозеф Чігак Цирил Сук                                | Арно Боеч Деніс Ланґаскенс                           | 6–2, 6–0                                             |
| Касабланка | 1987      | Хосе Лопес-Мезо Альберто Тоус                        | Массімо Сієрро Алессандро де Мінічіс                 | 7–6, 6–2                                             |
| Касабланка | 1986      | Агустін Морено Ларрі Скотт                           | Торе Мейнеке Ріккі Остертун                          | 7–5, 6–2                                             |